# Dywizja Piechoty Ferdinand von Schill
Dywizja Piechoty Ferdinand von Schill (niem. Infanterie-Division Ferdinand von Schill) – niemiecka dywizja piechoty z czasów II wojny światowej. Została sformowana 20 kwietnia 1945 z oddziałów Grupy Bojowej Burg i włączona w skład 12 Armii. Brała udział w walkach nad Elbą oraz w bitwie o Poczdam. W maju 1945 roku poddała się Amerykanom, lecz jej żołnierze zostali przekazani Sowietom między 8 a 10 maja 1945.

## Skład
- 1. pułk grenadierów Schill
- 2. pułk grenadierów Schill
- 3. pułk artylerii Schill
- brygada szturmowa Schill
- 394. brygada dział szturmowych
- batalion fizylierów Schill
- kompania inżynieryjna Schill
- batalion łączności Schill